# Trine-Lise Væring

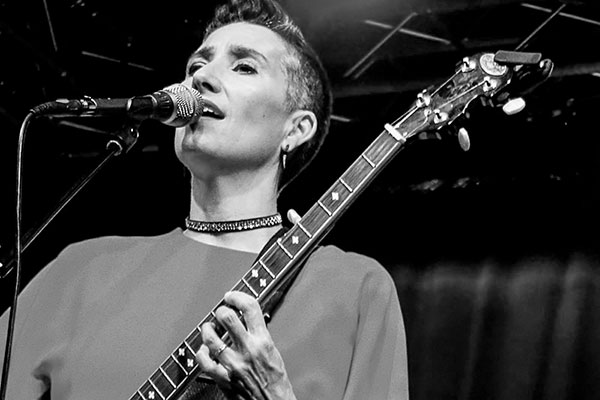
Trine-Lise Væring (2015)
Foto Hreinn Gudlaugsson

Trine-Lise Væring (* 2. Juli 1965) ist eine dänische Jazzsängerin und Songwriterin.

## Wirken
Væring, die sich in der Tradition von Singer-Songwritern wie Janis Ian, Stina Nordenstam, Rickie Lee Jones, Sheryl Crow und Alanis Morissette sieht, debütierte 1993 als Jazzsängerin auf dem Album ihres Ehemannes Fredrik Lundin People, Places, Times and Faces, das für einen Grammy nominiert wurde.
Væring arbeitete mit Lundin und anderen Bandleadern zusammen und leitet ein eigenes Jazzquartett. Mit dem zehnköpfigen Tone of Voice Orchestra, das sie mit Lundin leitet, beschreitet sie neue Wege zwischen Jazz, Folk und Weltmusik.
Væring erhielt Stipendien des Statens Kunstfonds (1997 und 2000) und wurde 2000 für den Danish Music Award nominiert. Konzertreisen führten sie nach Deutschland, Holland, Belgien, Australien und Hongkong. Mehrfach spielte sie Aufnahmen für dänische und schwedische Rundfunksendungen ein.

## Diskographie
- People, Places, Times & Faces mit Fredrik Lundin, Kenneth Knudsen, Palle Danielsson, Audun Kleive, Lars Vissing, Ture Larsen, Frederik Gislinge, Henrik Sveidahl, Monica Bauchwitz, Mats Olofsson, 1992
- When I Close My Eyes mit Bobo Stenson, Mads Vinding, Alex Riel, 1996
- In So Many Words mit Bobo Stenson, Mads Vinding, Alex Riel, 1997
- Desde el norte... mit Fredrik Lundin, Christian Jørgensen, Henrik Sveidahl, Kaare Munkholm, Palle Windfeldt, Carl Quist Møller, Mattias Svensson, Jonas Johansen, 1997
- When the Dust Has Settled mit Carsten Dahl, Johannes Lundberg, Peter Danemo, 2000
- Trespassing mit Thor Madsen, Johannes Lundberg, 2003
- Lystfisker, 2008
- Umanérlig, 2010
- Tone of Voice Orchestra, mit Maria Kynne, Tine Refsgaard, Lise Kroner, Christian Mohr Levisen, Emma Kragh-Elmøe, Arendse Nordtorp Pedersen, Fredrik Lundin, Joel Illerhag, Jesper Uno Kofoed, Anders Provis, Stunt Records 2022